# Thanatus atlanticus
Thanatus atlanticus är en spindelart som beskrevs av Lucien Berland 1936. Thanatus atlanticus ingår i släktet Thanatus och familjen snabblöparspindlar. Inga underarter finns listade i Catalogue of Life.